# Ájurvéda
Az ájurvéda (szanszkrit: आयुर्वेद; jelentése: „az élet tudománya” vagy „a hosszú élet gyakorlata”; átírásváltozata: ayurveda) egy alternatív gyógyászati rendszer; az ősi India többezer éves, hagyományos, természetes orvostudományi rendszere, amelyet látnokok és szent emberek (risik) hoztak létre a természettudósokkal együtt és megfigyelésekkel, kísérletekkel és meditációval fejlesztették évezredeken keresztül. Az indiai szubkontinens hagyományos gyógyászati rendszerének tekinthető. A részletesen kidolgozott eljárásokat az i.e 5. századtól kezdve jegyezték le szanszkrit nyelven. 
Az ájurvéda nagy hangsúlyt fektet a betegségmegelőzésre, valamint ezzel összefüggésben a szervezetet fiatalító eljárásokra és a test élettartamának meghosszabbítására. Művelői úgy tartják, hogy a napi rendszerességgel végzett ájurvéda-gyakorlatok nemcsak a betegségek megelőzését szolgálják, hanem segítenek megérteni önmagunkat, a körülöttünk levő világot, gyakorlása harmóniát és egyensúlyt alakít ki környezetünkkel.

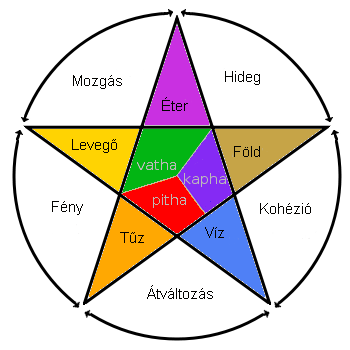
Ájurvéda – az öt elem viszonylatai

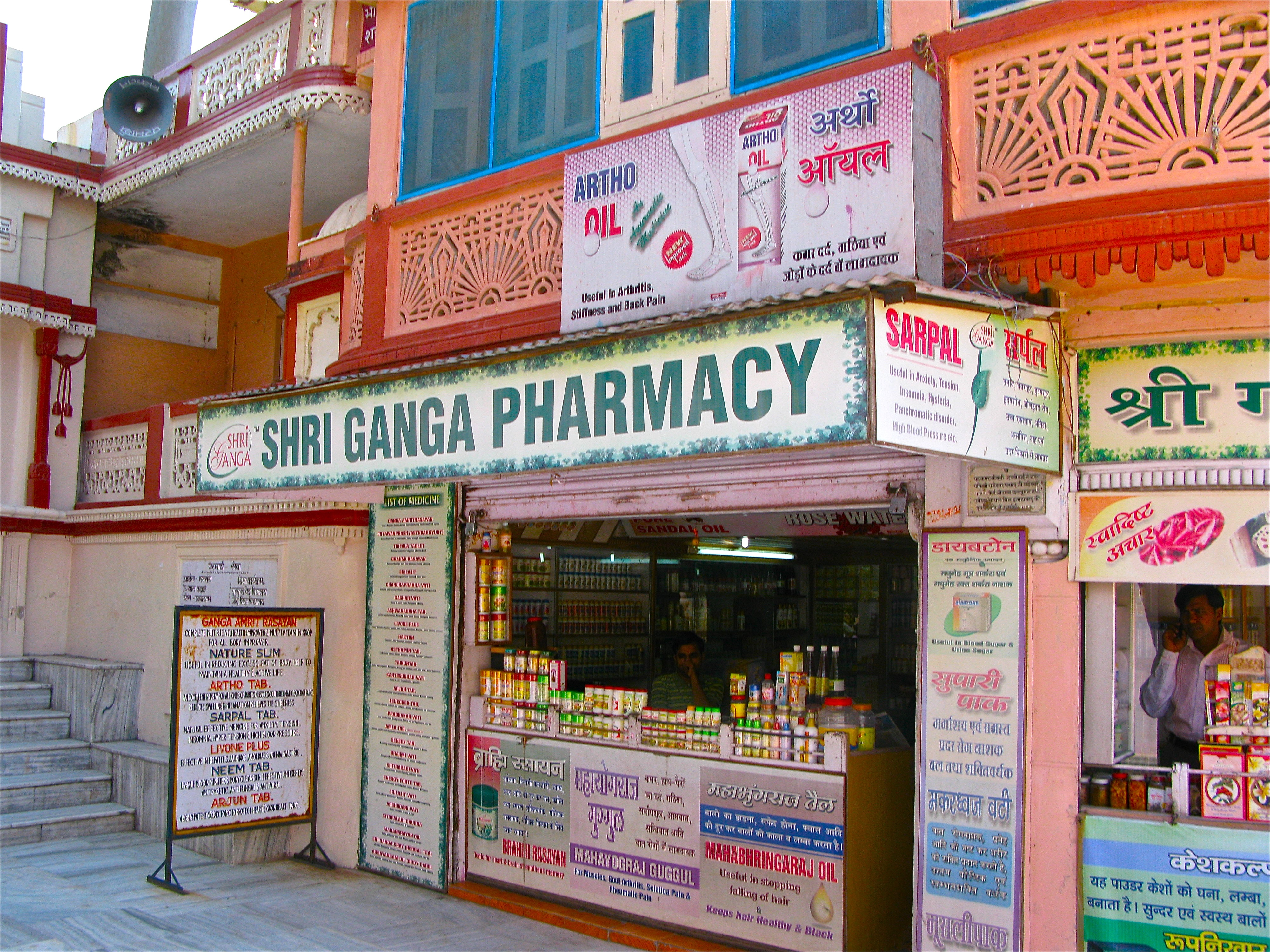
Ájurvédikus gyógyszertár Risikésben, Észak-Indiában

Az ájurvéda egyfajta integrált megközelítését nyújtja a megbetegedések megelőzésének és kezelésének az életmód megváltoztatásával és természetes gyógymódok kialakításával. Filozófiája azon alapul, hogy az elme (vagy tudat) és a test (vagy fizikai tömeg) nemcsak befolyásolják egymást, hanem megbonthatatlan egységet alkotnak. Az egyetemes tudat egy intelligens energia-óceán, amely lehetőséget ad arra, hogy a fizikai világot az öt érzéken keresztül észleljük. Az ájurvédát az öt alapvető elem metafizikájára alapozzák, amelyek emberi testet beleértve a világegyetemet alkotják. Ezek: Prithvi – föld Áp – víz, Tedzs – tűz, Váju – levegő és Akas – éter.
Bár a laboratóriumi vizsgálatok azt mutatják, hogy az ájurvédában használt egyes anyagok alapján hatékony gyógyszereket lehet kifejleszteni, nincs bizonyíték a hatékonyságukra abban a formában, ahogyan jelenleg használják. Egy 2008-as tanulmány megállapította, hogy az Egyesült Államokban és Indiában eladásra gyártott és az interneten értékesített ájurvédikus készítmények körülbelül 21%-a veszélyes mennyiségű nehézfémet, például ólmot, higanyt és arzént tartalmazott.

## Elterjedtsége
Az ájurvédát a mai napig széles körben felhasználják Indiában, Bangladesben, Srí Lankán és Nepálban. Nepálban a lakosság 75–80%-a alkalmazza.
Az 1960-as évektől alternatív gyógymódként kezdték hirdetni a nyugati világban is. 
Az első ájurvédikus klinikát Svájcban Maharisi Mahes jógi nyitotta meg 1987-ben. 2015-ben Svájc kormánya nemzetileg elismert oklevelet vezetett be az ájurvédában.

Németországban ma van néhány ájurvédaintézet, ahol indiai minta szerinti képzést nyújtanak.
Indiában 2014 novembere óta a Narendra Modi miniszterelnök által létrehozott jógaminisztérium is támogatja.

## Ájurvédikus szövegek
Az egyik legkorábbi védikus szöveg, az Atharvavéda, amelyek (~ i. e. 1500) már tartalmaz orvoslással kapcsolatos fejezeteket, amelyen az ájurvédikus orvosi gyakorlat is alapul. 
Ájurvédikus kézikönyveket írt Csaraka, Szusruta, és Vagbhata (Kr. u. 1–4. század) amelyekben részletesen leírják a korabeli orvosi gyakorlatokat. Csaraka felsorolt mintegy 500 orvosi szert, Szusruta több mint 700 gyógynövényt ismertetett (Csaraka-szamhita, Szusruta-szamhita).

## Gyógyászágai (Ashthanga)
Az ájurvéda gyógyászágai:
- Sebészet (Salja tantra);
- Belgyógyászat (Kajacsikitsa tantra);
- Fül-, orr-, gégészet (Salakja tantra);
- Gyermekgyógyászat (Kaumarabhritja tantra);
- Gyógyszerészet (Agada tantra);
- Géntisztítás (Badzsikarana vagy Vadzsikarana tantra /Genetika/);
- Életmód (Rasayana tantra);
- Lelki-, testi tisztulás (Bhuta vidja /higiénia/)

## Ájurvéda kúra
Az ájurvéda terápii közé tartoznak a gyógynövényt tartalmazó szerek, a speciális diéták, a meditáció, a jóga, a masszázs, a hashajtás a beöntéssel és az egészségügyi olajok.
Az ún. pancsakarma kúra folyamán a különböző mérgek kerülnek különböző módon eltávolításra. Miután a test teljesen "méregtelenné" vált, megkezdődik az "igazi" kúra, melynek során masszázsokkal, különböző fürdőkkel és italokkal (gyógyteák stb.) a test megerősítésre kerül. Fontos tudni, hogy ennek a folyamatnak során, az étkezés is teljesen átalakul, tudatossá válik.
Az ajurvéda rendszerében használt masszázsok nagyon speciálisak. Ezekben a masszázstechnikákban a vivőanyagoknak, a masszázs olajoknak is gyógyító hatásuk van. Az ajurvédikus masszázs előtt megállapítják a személy testtípusát, hogy a megfelelő kezelést kaphassa. Az ajurvédikus masszázs hőterápia is egyben.